# Taizo Ichinose
Taizo Ichinose, född 1 november 1947 i Takeo, Japan, död 29 november 1973 i Siem Reap, Kambodja, var en japansk fotograf. Han är känd för att ha dokumenterat det kambodjanska inbördeskriget.